# Kolonia Hołowienki
Kolonia Hołowienki [kɔˈlɔɲa xɔwɔˈvjɛnki] est un village polonais de la gmina de Sabnie dans le powiat de Sokołów et dans la voïvodie de Mazovie, au centre-est de la Pologne.